# 挑山女人
挑山女人是宝山沪剧团於2012年10月26日推出的一部滬劇，內容講的是一位母亲17年间攀爬近20万公里山路，往返近6000多个来回，其龙凤胎儿女考上两所省重点大学的故事。故事原型是安徽省齐云山女挑夫汪美红。挑山女人曾獲得“五个一工程”优秀作品奖、文华奖“优秀剧目奖”等22个中華人民共和國国家级和省部级奖项。該劇被翻拍至河南豫剧、广西壮剧、山西蒲剧、安徽黄梅戏等多个地方剧，並被改編為同名戏曲电影。該同名戲曲電影被評為第32届中国电影金鸡奖“最佳戏曲片”奖并亮相多个国际电影节。